# On the Good Ship Lollipop
On the Good Ship Lollipop è una canzone cantata per la prima volta da Shirley Temple nel film La mascotte dell'aeroporto (Bright Eyes) del 1934. La musica è stata composta da Richard A. Whiting su un testo di Sidney Clare.
Furono vendute più di 500 000 copie di questa canzone, che è al 69º posto delle AFI's 100 Years... 100 Songs.